# Murge
Pour l'effet de l'alcool, voir Ivresse.
Pour les articles homonymes, voir Murgia.
Les Murge sont une sous-région des Pouilles fort étendue, caractérisées par un haut plateau karstique de forme quadrangulaire située dans les Pouilles centrales. Dans la zone nord-occidentale se trouvent les reliefs les plus élevés : Torre Disperata (686 m), Monte Caccia (682 m), Serraficaia (673 m) et Monte Scorzone (668 m).
Elles sont comprises pour une grande partie dans les provinces de Bari et Barletta-Andria-Trani et elles s'étendent à l'ouest jusque dans la province de Matera, en Basilicate. Elle se prolongent également vers le sud dans les provinces de Tarente et Brindisi.